# フルートソナタ
フルート・ソナタは、フルートのためのソナタである。通常はピアノとの二重奏であるが、それ以外の楽器との二重奏や無伴奏のものもある。近代以降では特にプーランクのものが出色とされる。

## 主な作品

### 無伴奏ソナタ
- J・S・バッハ：無伴奏フルート・ソナタ イ短調 BWV1013

### ピアノとの二重奏
- リース：フルートソナタ 変ホ長調 「感傷的なソナタ」 Op.169
- リース：フルートソナタ ト長調 Op.87
- ライネッケ: フルートソナタ『ウンディーネ』Op.167
- プロコフィエフ：フルート・ソナタ ニ長調 Op.94（ヴァイオリン・ソナタ第2番ニ長調Op.94bis の原曲）
- ヒンデミット：フルート・ソナタ
- マルティヌー：フルート・ソナタ H.308
- プーランク：フルート・ソナタ
- デュティユー：フルートとピアノのためのソナチネ
- ブーレーズ：フルートとピアノのためのソナチネ

### その他の楽器編成
- ヘンデル：フルート・ソナタ
- J・S・バッハ：フルートとチェンバロのためのソナタ BWV1020、BWV1030 - 1032
- J・S・バッハ：フルートと通奏低音のためのソナタ BWV1033 - 1035
- J・S・バッハ：2本のフルートと通奏低音のためのトリオ・ソナタ BWV1039
- ドビュッシー：フルート、ヴィオラとハープのためのソナタ

## 類似の形式を持つ楽曲
- フルートで演奏される曲目
- 交響曲
- 独奏協奏曲
- 独奏ソナタ
  - ピアノソナタ
  - ヴァイオリンソナタ
  - チェロソナタ
  - クラリネットソナタ
- ピアノ三重奏曲
- 弦楽四重奏曲